# IOS 8
iOS 8 és el sistema operatiu per a mòbils successor de iOS 7, que serà compatible amb els iPhone iPhone 4S, iPhone 5, iPhone 5C, iPhone 5S, iPhone 6, iPhone 6 Plus, la cinquena generació de l'iPod touch; iPad 2, iPad amb pantalla retina, iPad Air, iPad Mini i l'iPad Mini amb pantalla retina que va ser presentat el 2 de juny de 2014 a l'Apple Worldwide Developers Conference.

## Característiques

### Fotografies
- Les fotografies se sincronitzen automàticament amb tots els dispositius Apple.
- Conté iCloud Photo Library, una biblioteca que desa les fotos per data, hora, localització i àlbum.
- Edició posterior a la presa de fotos.
- Vídeos time-lapse: iOS 8 pren fotos a intervals i en fa un vídeo.

### Missatges
- Inclusió de veu als missatges.
- Compartició de pantalla.
- Anomenament d'un grup per a enviar missatges. Es pot seleccionar l'opció «No molestar» per a evitar de ser interromput.
- Compartició d'ubicació.
- Visualització d'arxius adjunts a un missatge.
- Enviament de diversos arxius alhora.

### Disseny
- Notificacions interactives.
- Drecera per a visualitzar amb qui s'ha parlat recentment.
- Facilitació per a marcar correus electrònics com a llegits o fer-ne seguiment.
- Saltar fàcilment entre un projecte i la safata d'entrada, per a "copiar i enganxar" ràpidament.
- Compatibilitat de Safari amb iPad.

### Teclat intel·ligent (QuickType)
- Predicció de paraules. Disponible només per a 14 països.
- Possibilitat d'instal·lar teclats d'altres desenvolupadors.

### Família
- Fins a 6 persones poden bescanviar compres d'iTunes, iBooks i App Store sense necessitat de compartir comptes.
- Accés immediat, després de configurar-ho, a música, aplicacions, llibres i pel·lícules de la família.
- Accés a Family Sharing, per a compartir fotos i vídeos més ràpidament.
- Calendari compartit.
- Geolocalització dels dispositius familiars.
- Sol·licituds per a l'acceptació de compres d'aplicacions, fins i tot menors de 13 anys.

### ICloud Drive
- Emmagatzematge d'arxius i accés des de tots els dispositius Apple.
- Les edicions realitzades en un dispositiu són visibles en tots.
- Possibilitat de començar una tasca en un dispositiu i enllestir-ne l'edició en un altre.

### Salut
- Aplicació HealthKit.
- Es pot crear una targeta d'emergència amb la informació més important de salut.

### Dispositius d'Apple
- Es pot començar a escriure un correu electrònic o missatge en un dispositiu i acabar-lo en un altre.
- Possibilitat de respondre a una trucada, quan el telèfon és apagat o no disponible, en qualsevol dispositiu d'Apple, sempre que estiguin en la mateixa xarxa de sense fil.
- Es pot enviar un missatge de text des de qualsevol dispositiu d'Apple.

### Spotlight
- Cerca de manera intel·ligent considerant el context i la localització del dispositiu.

### Negocis
- Millor protecció de dades en aplicacions.
- Marcatge de missatges com a llegits o no llegits, per a facilitar-ne el seguiment.
- Opció de tenir correus externs marcats en vermell.
- Si s'utilitza Microsoft Exchange es pot configurar per a enviar respostes automàtiques.